# Spacetoon
Spacetoon (En árabe: سبيستون,) es un canal de televisión transmitido en idioma árabe. Sus emisiones iniciaron el 27 de marzo de 2000 con sedes en las ciudades de Damasco, Siria y Dubái, Emiratos Árabes Unidos. Existía una versión en inglés llamada Spacetoon English que fue lanzada el 1 de abril de 2005, pero fue sacada del aire el 1 de enero de 2011. Spacetoon tiene algunos canales internacionales en  Indonesia e Ucrania.
La compañía Spacetoon ha tenido tres canales ahora difuntos en el mundo árabe además del principal canal Spacetoon aún existente: Space Power TV, Spacetoon Radio y Spacetoon English.
El principal canal de Indonesia comenzó a transmitirse el 24 de marzo de 2005 en Yakarta, luego se convirtió en NET. y su transmisión se mantiene en la televisión terrestre satelital. Actualmente hay tres canales Spacetoon en Indonesia, Spacetoon, Space Shopping y Spacetoon Plus. En India, Spacetoon India existe como una compañía de licencias, pero no como un canal de televisión. En Corea del Sur Spacetoon se lanzó en 2005, pero desde entonces ha cerrado.

## Historia

### Mundo árabe
En 1999, la Corporación de Radio y Televisión de Baréin firmó oficialmente un acuerdo para transmitir un canal especializado en canales de dibujos animados para niños. El 27 de marzo de 2000, Spacetoon se lanzó oficialmente, pero el tiempo de bloqueo solo seis horas por día. Se mantuvo durante dos años, hasta enero de 2002, cuando se terminó el contrato, según un comunicado emitido por el ministerio. Más tarde, establecieron Spacetoon como un canal independiente.

### Indonesia
En Indonesia, Spacetoon se lanzó oficialmente el 24 de marzo de 2005. La estación fue fundada por H. Sukoyo, un exejecutivo de TV7. Cuando se lanzó, Spacetoon transmitió de 6 a. m. a 9:30 p. m. WIB. Más tarde se extendió de 5 a. m. a 11 p. m. WIB. El descanso cuando finalizó el programa, lleno de animación, canciones y mensajes para niños en 10 minutos. A mediados de 2011, debido a problemas financieros, Spacetoon comenzó a transmitir un programa de compra de casas y un programa de medicina alternativa. En marzo de 2013, el 95% de las participaciones de propiedad de Spacetoon fueron adquiridas por NET. Finalmente, el 18 de mayo de 2013, Spacetoon cerró oficialmente por tierra para dejar paso a NET. en la red terrestre, mientras que la radio espacial en Indonesia todavía permanece en la televisión terrestre satelital. En septiembre de 2014, Spacetoon se dividió en dos canales: Spacetoon y Spacetoon 2. La diferencia de Spacetoon 2 es que transmite más caricaturas y animaciones en lugar de Spacetoon, aunque sigue emitiendo algunos programas de compras desde el hogar. En mayo de 2016, Spacetoon agrega un canal, Spacetoon 3, fue un sonido más claro que Spacetoon y Spacetoon 2. Desafortunadamente, Spacetoon 3 cerró en octubre del mismo año. En noviembre de 2016, Spacetoon 2 pasó a llamarse oficialmente Space Shopping. El motivo fue que muchos programas de compras desde el hogar tienen demasiados ingresos en el canal porque tienen pocos ingresos. Actualmente, Spacetoon tiene tres canales en Indonesia: Spacetoon, Space Shopping y Spacetoon Plus.

## Spacetoon Magazine
Spacetoon publicaba revistas, incluyendo Spacetoon, Journal of Girls, Hamtaro, Fullaand Fifi, Dragon pósteres y Spider-Man. la producción cesó en 2007 debido a que las ventas de publicidad eran extremadamente bajas y por falta de interés.

## Programación
Spacetoon es muy variada dentro de su programación, y ha emitido innumerables series desde sus inicios. Un dato a destacar es que ha transmitido anime (animación japonesa) y dibujos animados, siendo uno de los primeros canales en hacer ambas cosas en Medio Oriente.

## Planets
Los «Planets» son bloques de programación de distintas temáticas:
- Acción
- Deporte
- Aventura
- Comedia
- Zumardia
- ABC
- Caramelo
- Ciencia
- Película
- Historia